# Leandra cremersii
Espèce
Leandra cremersii est une espèce de plantes à fleurs de la famille des Melastomataceae. C'est plante arbustive entièrement protégée et ne se retrouve que dans les massifs du nord-ouest de la Guyane.
Selon Plants of the World Online, c'est un synonyme de Miconia cremersii.